# Katsiaryna Herasimenka
Katsiaryna Herasimenka –en bielorruso, Кацярына Герасіменка; transliteración rusa, Yekaterina Guerasimenko– es una deportista bielorrusa que compitió en piragüismo en la modalidad de aguas tranquilas. Ganó dos medallas en el Campeonato Europeo de Piragüismo de 2011.

## Palmarés internacional
| Campeonato Europeo | Campeonato Europeo | Campeonato Europeo | Campeonato Europeo |
| Año                | Lugar              | Medalla            | Competición        |
| ------------------ | ------------------ | ------------------ | ------------------ |
| 2011               | Belgrado (Serbia)  | Medalla de oro     | C2 500 m           |
| 2011               | Belgrado (Serbia)  | Medalla de bronce  | C1 200 m           |